# Задача Ситникова

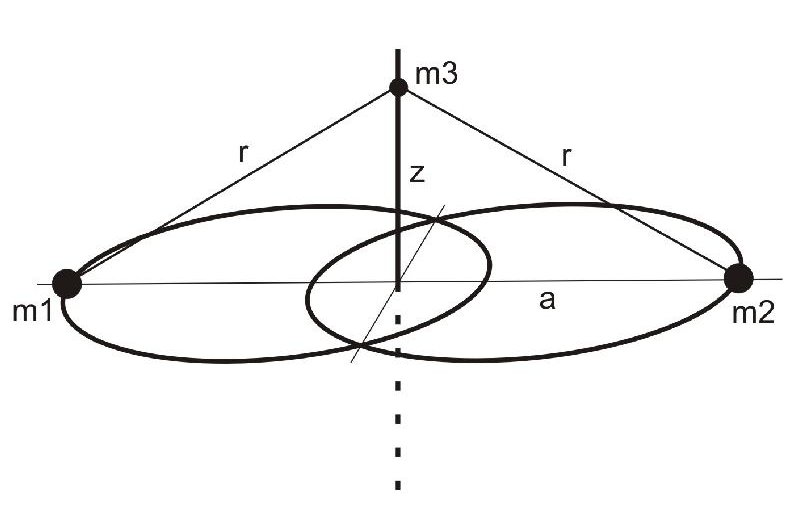
Конфигурация тел в задаче Ситникова

Задача Ситникова — вариант задачи трёх тел, названный по фамилии советского математика Кирилла Александровича Ситникова и касающийся движения трёх тел под действием взаимного гравитационного притяжения. Частный случай задачи Ситникова рассмотрел в 1911 году американский учёный Уильям МакМиллан, но в современном смысле задача была исследована Ситниковым в 1961 году.

## Определение
Система состоит из двух главных тел с одинаковой массой {\displaystyle \left(m_{1}=m_{2}={\tfrac {m}{2}}\right)}, двигающихся по круговой или эллиптической кеплеровой орбите вокруг общего центра масс. Третье тело  значительно меньше главных тел, его массу можно считать нулевой {\displaystyle (m_{3}=0)}, оно движется под действием главных тел в плоскости, перпендикулярной плоскости орбиты главных тел. Начало координат системы находится в центре масс. Суммарная масса главных тел {\displaystyle m=1}, орбитальный период равен {\displaystyle 2\pi }, большая полуось орбиты главных тел {\displaystyle a=1}. Гравитационная постоянная в выбранной системе единиц равна 1. В данной задаче третье тело двигается вдоль одного направления — оси z.

## Уравнение движения
Для получения уравнений движения в случае круговых орбит главных тел используем выражение для полной энергии {\displaystyle \,E}:
{\displaystyle E={\frac {1}{2}}\left({\frac {dz}{dt}}\right)^{2}-{\frac {1}{r}}.}
После дифференцирования по времени уравнение имеет вид
{\displaystyle {\frac {d^{2}z}{dt^{2}}}=-{\frac {z}{r^{3}}}.}
Также справедливо равенство
{\displaystyle r^{2}=a^{2}+z^{2}=1+z^{2}.}
Следовательно, уравнение движения представимо в виде
{\displaystyle {\frac {d^{2}z}{dt^{2}}}=-{\frac {z}{\left({\sqrt {1+z^{2}}}\right)^{3}}},}
который описывает точно решаемую систему, поскольку она обладает только одной степенью свободы и допускает интеграл движения — энергию.
Если же главные тела двигаются по эллиптическим орбитам, то уравнение движения имеет вид
{\displaystyle {\frac {d^{2}z}{dt^{2}}}=-{\frac {z}{\left({\sqrt {\rho (t)^{2}+z^{2}}}\right)^{3}}},}
где {\displaystyle \rho (t)=\rho (t+2\pi )} — расстояние от главного тела до общего центра масс. В таком случае система обладает 1,5 степенями свободы и является хаотической.

## Значение
Хотя почти невозможно в реальности обнаружить или создать такую систему трёх небесных тел, которая рассматривается в задаче Ситникова, всё же задача имеет важное значение: хотя она и представляет собой простой случай задачи трёх тел, но при решении задачи можно столкнуться с различными характеристиками хаотических систем.